# Галя (певица)
Галина Курдова, по-известна като Галя, е българска поп изпълнителка от руски произход.

## Биография
Родена е в град Сургут в Русия, Ханти-Мансийски автономен окръг през 1978 г., но 3 години по-късно се премества и от 1981 г. живее в България и е израснала в Ямбол. Майка ѝ е рускиня, баща ѝ е българин. Учила е в руско училище и в езикова гимназия. Завършила е тюркология в Софийския университет „Климент Охридски“. Започва да пее още от малка в хорове и свири на пиано. Тя е открито бисексуална.
Стартира професионалната си музикална кариера през 1998 г., като пее в албум с денс ремиксове на група Диана експрес. Дебютира на сцена в конкурса „Откритие“, в чието жури е нейният бъдещ колега Миро. Песента, с която участва Галя, е на Тони Бракстън. Медийна популярност придобива по-късно с участието си в дуета КариZма, заедно с Миро. Двамата създават дуета по времето, когато работят в клуб „Опера“, като пеещи сервитьори.
През 2000 г. озвучава песни на анимационните филми „Американска приказка“ и „Земята преди време“ в Александра Аудио.
През 2001 г. „КариZма“ дебютира с първия си официален сингъл – „Рискувам да те имам“, с което придобива сериозна популярност. Пет години след официалния дебют е издаден първият дуетен студиен албум – „Еклисиаст“. През 2007 г. дуетът се разпада и всеки един от двамата изпълнители започва да изгражда своя солова музикална кариера.
Галя издава своя дебютен солов сингъл „3 минути до шоу“ през 2009 г., а една година по-късно – своя втори сингъл „Другата част“.
След дълга пауза през 2020 г. се завръща в медийното пространство с участието си в осми сезон на „Като две капки вода“.

## Дискография

### като част отКариZма
- Еклисиаст (2006)

### Сингли
- Рискувам да те имам (2001)
- Колко ми липсваш (2002)
- Ще избягам ли от теб? (2003)
- Miracle at Christmas Time (2004)
- Mr. Killer (2004)
- Минаваш през мен (2005)
- All In Love (Не сега) (2006)
- Fool For You (2007)

### Соло
- 3 минути до шоу (2009)
- Другата част (2010)
- The race (с участието на Кристо) (2011)